# Leivinha
João Leiva Campos Filho, plus communément appelé Leivinha, né le 11 septembre 1949 à Novo Horizonte, à São Paulo, est un footballeur brésilien. Il évolue au poste d'attaquant axial.

## Carrière
Révélé à Portuguesa, Leivinha se révèle à Palmeiras avec lequel il remporte le championnat du Brésil en 1972 et 1973, et le championnat de São Paulo en 1972 et 1974. Il inscrit 105 buts en 263 matchs avec Palmeiras.
En 1975, il traverse l'Atlantique et signe à l'Atlético de Madrid, récent vainqueur de la Coupe intercontinentale. Il y remporte la Coupe du Roi en 1976 et le championnat d'Espagne en 1977. Il quitte Madrid en 1979, après quatre saisons (41 buts en 87 matchs), et termine sa carrière au São Paulo FC.
Leivinha est appelé en équipe nationale de juin 1972 à juin 1974. Il participe notamment à la Coupe de l'Indépendance et à la Coupe du monde de 1974, dont il joue les trois premiers matchs. Il compte sept buts en 21 sélections officielles (auxquels s'ajoutent sept matchs non officiels).

## Famille
Il est l'oncle du footballeur Lucas Leiva.